# Campionati italiani assoluti di ginnastica artistica 2014
I Campionati Assoluti di ginnastica artistica 2014 sono la 76ª edizione dei Campionati italiani assoluti di ginnastica artistica. Si svolgono ad Ancona, al PalaRossini, il 31 maggio e 1º giugno 2014.

## Programma
- Sabato 31: concorso generale
- Domenica 1: finale di specialità

## Ginnasti ammessi

### Concorso generale individuale maschile
| Nº | Ginnasta             | Società                            | C.L. | Cav. | An. | VT | P.Simm. | Sb. |
| -- | -------------------- | ---------------------------------- | ---- | ---- | --- | -- | ------- | --- |
| 1  | Davide Odomaro       | Libertas Vercelli                  | ●    | ●    | ●   | ●  | ●       | ●   |
| 2  | Marco Sarrugerio     | Juventus Nova                      | ●    | ●    | ●   | ●  | ●       | ●   |
| 3  | Simone Bresolin      | Sampietrina Seveso                 | ●    | ●    | ●   | ●  | ●       | ●   |
| 4  | Luigi Tagliavini     | Palestra Ginnastica Ferrara        | ●    | ●    | ●   | ●  | ●       | ●   |
| 5  | Matteo Levantesi     | Nardi Juventus                     | ●    | ●    | ●   | ●  | ●       | ●   |
| 6  | Carlo Macchini       | Fermo 85                           | ●    | ●    | ●   | ●  | ●       | ●   |
| 7  | Andrea Russo         | Ginn. Flaminio                     | ●    | ●    | ●   | ●  | ●       | ●   |
| 8  | Nicola Bartolini     | S.G. Cagliari                      | ●    | ●    | ●   | ●  | ●       | ●   |
| 9  | Ludovico Edalli      | Pro Patria Bustese                 | ●    | ●    | ●   | ●  | ●       | ●   |
| 10 | Tommaso Frigerio     | Pro Carate                         |      | ●    |     |    |         |     |
| 11 | Eduardo Martano      | Pro Carate                         |      |      | ●   |    |         |     |
| 12 | Michele Aldo Sanvito | Ginnastica Meda                    | ●    | ●    | ●   | ●  | ●       | ●   |
| 13 | Lorenzo Ticchi       | Ginnastica Meda                    | ●    | ●    | ●   | ●  | ●       | ●   |
| 14 | Andrea Valtorta      | Ares Ginnastica                    |      |      |     |    | ●       |     |
| 15 | Tommaso De Vecchis   | Milano Gym Lab 2013                | ●    | ●    | ●   | ●  | ●       | ●   |
| 16 | Mattia Tamiazzo      | Corpo Libero Padova                | ●    | ●    | ●   | ●  | ●       | ●   |
| 17 | Massimo Poziello     | Ginnastica Livornese               | ●    | ●    | ●   | ●  | ●       | ●   |
| 18 | Simone Levantesi     | Nardi Juventus                     |      |      |     | ●  |         |     |
| 19 | Marco Lodadio        | Ginnastica Civitavecchia           | ●    | ●    | ●   | ●  | ●       | ●   |
| 20 | Alberto Busnari      | Aeronautica Militare               | ●    | ●    | ●   | ●  | ●       | ●   |
| 21 | Andrea Cingolani     | Aeronautica Militare               | ●    | ●    | ●   | ●  | ●       | ●   |
| 22 | Matteo Morandi       | Aeronautica Militare               | ●    | ●    | ●   | ●  | ●       | ●   |
| 23 | Paolo Ottavi         | Aeronautica Militare               | ●    | ●    | ●   | ●  | ●       | ●   |
| 24 | Enrico Pozzo         | Aeronautica Militare               | ●    | ●    | ●   | ●  | ●       | ●   |
| 25 | Paolo Principi       | Aeronautica Militare               | ●    | ●    | ●   | ●  | ●       | ●   |
| 26 | Giancarlo Polini     | Centro Ginnastica Artistica Stabia | ●    | ●    | ●   | ●  | ●       | ●   |

### Concorso generale individuale femminile
| Nº | Ginnasta               | Società                  | VT | P.Asim. | Tr. | C.L. |
| -- | ---------------------- | ------------------------ | -- | ------- | --- | ---- |
| 27 | Alice Linguerri        | Pro Lissone              | ●  | ●       | ●   | ●    |
| 28 | Iosra Abdelaziz        | Ginnastica Bollate       | ●  | ●       | ●   | ●    |
| 29 | Sofia Busato           | Brixia                   | ●  | ●       | ●   | ●    |
| 30 | Chiara Imeraj          | Brixia                   | ●  | ●       | ●   | ●    |
| 31 | Pilar Rubagotti        | Brixia                   | ●  | ●       | ●   | ●    |
| 32 | Desiree Carofiglio     | Futuregym 2000           | ●  | ●       | ●   | ●    |
| 33 | Joana Favaretto        | Gymnasium                | ●  | ●       | ●   | ●    |
| 34 | Michela Redemagni      | Fratellanza Savonese     | ●  | ●       | ●   | ●    |
| 35 | Arianna Rocca          | Forza e Virtù 1892       | ●  |         | ●   | ●    |
| 36 | Adriana Crisci         | Victoria Torino          | ●  | ●       |     | ●    |
| 37 | Martine Buro           | Pro Lissone              | ●  | ●       | ●   | ●    |
| 38 | Francesca Deagostini   | La Costanza 1884         | ●  | ●       | ●   | ●    |
| 39 | Elisa Meneghini        | GAL Lissone              | ●  | ●       | ●   | ●    |
| 40 | Alessia Praz           | GAL Lissone              |    |         | ●   |      |
| 41 | Nicole Terlenghi       | Estate ’83               | ●  |         |     | ●    |
| 42 | Serena Bugani          | Brixia                   | ●  |         |     | ●    |
| 43 | Erika Fasana           | Brixia                   | ●  | ●       | ●   | ●    |
| 44 | Martina Rizzelli       | Brixia                   | ●  | ●       | ●   | ●    |
| 45 | Federica Macrì         | Artistica ’81            | ●  | ●       | ●   | ●    |
| 46 | Giulia Paglia          | "R. Serra" Cesena        |    |         |     | ●    |
| 47 | Alessia Leolini        | Giglio                   | ●  | ●       | ●   | ●    |
| 48 | Lara Mori              | Giglio                   | ●  | ●       | ●   | ●    |
| 49 | Sofia Bonistalli       | Casellina                | ●  | ●       | ●   | ●    |
| 50 | Jessica Hélène Mattoni | World Sporting Academy   |    | ●       | ●   |      |
| 51 | Chiara Gandolfi        | Olos Gym 2000            | ●  | ●       | ●   | ●    |
| 52 | Giorgia Morera         | Olos Gym 2000            | ●  | ●       | ●   | ●    |
| 53 | Giorgia Campana        | Esercito                 | ●  | ●       | ●   | ●    |
| 54 | Lavinia Marongiu       | La Fenice 2009           | ●  | ●       | ●   | ●    |
| 55 | Sara Ricciardi         | Gymnasium Capo d'Orlando | ●  |         |     | ●    |

## Podi
| Evento                 | Oro              | Punti          | Argento          | Punti          | Bronzo                          | Punti          |
| Podio maschile         | Podio maschile   | Podio maschile | Podio maschile   | Podio maschile | Podio maschile                  | Podio maschile |
| ---------------------- | ---------------- | -------------- | ---------------- | -------------- | ------------------------------- | -------------- |
| Concorso individuale   | Paolo Principi   | 84,764         | Enrico Pozzo     | 83,699         | Andrea Cingolani                | 82,697         |
| Corpo libero           | Enrico Pozzo     | 14,800         | Paolo Principi   | 14,600         | Andrea Cingolani                | 14,450         |
| Cavallo con maniglie   | Alberto Busnari  | 14,450         | Paolo Principi   | 14,350         | Massimo Poziello                | 13,500         |
| Anelli                 | Andrea Cingolani | 14,700         | Paolo Ottavi     | 14,600         | Andrea Russo                    | 13,850         |
| Volteggio              | Andrea Cingolani | 15,050         | Nicola Bartolini | 13,925         | Paolo Principi                  | 13,100         |
| Parallele simmetriche  | Andrea Valtorta  | 14,400         | Andrea Russo     | 13,950         | Marco Sarrugerio                | 13,900         |
| Sbarra                 | Enrico Pozzo     | 14,550         | Paolo Principi   | 14,250         | Tommaso De Vecchis              | 13,900         |
| Podio femminile        |                  |                |                  |                |                                 |                |
| Concorso individuale   | Elisa Meneghini  | 56,700         | Iosra Abdelaziz  | 53,700         | Lavinia Marongiu                | 53,600         |
| Corpo libero           | Elisa Meneghini  | 13,900         | Lara Mori        | 13,800         | Iosra Abdelaziz Pilar Rubagotti | 13,300         |
| Trave                  | Elisa Meneghini  | 14,000         | Arianna Rocca    | 13,600         | Jessica Mattoni                 | 13,450         |
| Parallele asimmetriche | Giorgia Campana  | 13,700         | Martina Rizzelli | 13,650         | Chiara Gandolfi                 | 13,300         |
| Volteggio              | Arianna Rocca    | 14,200         | Alessia Leolini  | 14,000         | Adriana Crisci                  | 13,925         |